# Hwang He-suk
Hwang He-Suk (9 de dezembro de 1945) é uma ex-jogadora de voleibol da Coreia do Norte que competiu nos Jogos Olímpicos de 1972.
Em 1972, ela fez parte da equipe norte-coreana que conquistou a medalha de bronze no torneio olímpico, no qual atuou em cinco partidas.